# Club Atlético Fénix
Der Club Atlético Fénix ist ein argentinischer Fußballverein aus Pilar im Großraum von Buenos Aires. Der Verein wurde 1948 gegründet und wird auch als  Los Cuervos de Colegiales oder Blanquinegro bezeichnet.

## Geschichte
Der Club Atlético Fénix wurde am 25. April 1948 von einer Gruppe von Jungen in einer Bar im Stadtteil Palermo gegründet. Die Jungen spielten in lokalen Ligen und gründeten den Verein, der bei Gründung Club Atlético, Social y Deportivo Fénix hieß, um zusammen zu spielen. Den Namen Fénix (dt.: Phoenix) wählten sie, weil die Gründungsbar im Jahr 1947 durch ein Feuer zerstört worden war und „wie Phönix aus der Asche“ auferstand.
1955 mietete der Klub ein Grundstück im Stadtteil Colegiales, wo Fénix seinen Vereinssitz hatte und einen Veranstaltungsort baute. Fénix trat 1959 dem argentinischen Fußballverband bei und spielte im Torneo de Aficionados (heute Primera D). 1963 stieg das Team erstmals auf. 1978 musste der Klub aufgrund einer Mitteilung von Osvaldo Cacciatore, dem Intendanten von Buenos Aires, sein Stadion verlassen und spielte seine Heimspiele in verschiedenen Stadien, meist im Stadion von den CA Excursionistas. Im selben Jahr stieg das Team auch in die Primera D ab.
Nach mehreren Abmeldungen und einer finanziellen Krise unterzeichnete der Klub einen Vertrag mit privaten Investoren, die die Leitung für zehn Jahre übernahmen, wodurch Fénix den Stadtteil Colegiales verließ und in den Partido Pilar in der Provinz Buenos Aires zog. 2010 verließen die Investoren Fénix, da die Ziele nicht erreicht worden waren. Am Ende der Saison 2010/11 stieg der Verein in die Primera D ab, kehrte jedoch direkt nach dem Gewinn der Meisterschaft in die Primera C zurück.

## Stadion
Der Club Atlético Fénix trägt seine Heimspiele derzeit im Estadio Raúl Salvucci in Las Heras, das eine Kapazität von 300 Zuschauerplätzen hat, aus. Das Stadion ist im Besitz des unterklassigen Club Atlético San Miguel de Las Heras. Das ursprüngliche Stadion von Fénix lag im Stadtteil Colegiales von Buenos Aires und wurde 1955 eröffnet. Das Stadion gehörte der Stadt und fiel 1978 den Stadtumbauplänen in der Militärdiktatur zum Opfer.

## Erfolge
- Meister der Primera D: 2000, 2004/05, 2011/12

## Rivalitäten
Größter Rivale des Club Atlético Fénix ist Deportivo Armenio.